# بورسالینو و شرکا
«بورسالینو و شرکا» (انگلیسی: Borsalino & Co.) فیلمی در ژانر جنایی به کارگردانی ژاک دری است که در سال ۱۹۷۴ منتشر شد. از بازیگران آن می‌توان به آلن دلون، ریکاردو کوچولا، و کلاودین اوجر اشاره کرد.